# Virgilio Nonnis
Virgilio Nonnis
 (Tortolì, 6 febbraio 1921 – Tortolì, 6 luglio 2014) è stato uno scrittore italiano.
Ha pubblicato diversi libri incentrati sulla storia dell'Ogliastra, in particolare sul comune di Tortolì.

## Biografia
Sindaco di Tortolì dal 1975 al 1979 e autore di numerosi saggi storici sulla cittadina, è stato un personaggio di rilievo all'interno della comunità ogliastrina.
Insegnante elementare e, per un decennio, amministratore dei patronati scolastici di Tortolì e Bari Sardo, nel 1953 è uno dei fondatori della squadra calcistica della sua città , l'Unione Sportiva Tortolì Calcio 1953.
Dal 1967 al 1970 è stato Presidente dell’E.C.A. (Ente comunale di assistenza); dal 1969 al 1977 ha ricoperto la stessa carica nella Cooperativa Ortofrutticola Ogliastra.
Nel 1988 pubblica il suo primo libro, Storia e Storie di Tortolì (Edizioni Della Torre, 1988), con la prefazione dello storico e giornalista Manlio Brigaglia.
Nel 1994 pubblica il suo secondo libro, Tortolì e dintorni (Edizioni Della Torre, 1994), incentrato sulle memorie orali della comunità. Contiene anche un elenco dei tortoliesi emigrati dal 1926 al 1952 e un accenno alle loro storie.
Nel 1997 pubblica la raccolta di racconti Spaziando (L'Autore Libri Firenze). Nel 2000 è la volta di Arbatax (Zonza Editori, 2000). Il libro racconta la storia di Arbatax con l'aiuto di numerose fotografie storiche. Come ha raccontato lo stesso Nonnis in un'intervista a La Nuova Sardegna. 
Nel 2003 pubblica il volume Città d'Ogliastra. Luci e ombre (Zonza editori, 2003), che contiene foto, brevi descrizioni e aneddoti per ogni paese dell'Ogliastra. Nel 2009 scrive il capitolo dedicato a Tortolì del Dizionario storico-geografico dei Comuni della Sardegna a cura di Manlio Brigaglia e Salvatore Tola.
Scrive e pubblica il suo ultimo libro Tortolì. Storia di un paese diventato città (Delfino Carlo Editore) nel 2014, all'età di 93 anni.
Muore il 6 luglio 2014 a Tortolì.

## Opere
- Storia e Storie di Tortolì, Edizioni Della Torre, 1988
- Tortolì e dintorni, Edizioni Della Torre, 1994
- Spaziando, L'Autore Libri Firenze, 1997
- Arbatax, Zonza Editori, 2000
- Città d'Ogliastra. Luci e ombre, Zonza Editori, 2003
- Alla scoperta di noi stessi, Zonza Editori, 2007
- Tra sogno e realtà, L'Autore Libri Firenze, 2011
- Tortolì. Storia di un paese diventato città, Delfino Carlo Editore, 2014